# Theridion dulcineum
Theridion dulcineum là một loài nhện trong họ Theridiidae.
Loài này thuộc chi Theridion. Theridion dulcineum được Willis J. Gertsch & Archer miêu tả năm 1942.